# Osiris longipes
Osiris longipes är en biart som beskrevs av Heinrich Friese 1930. Osiris longipes ingår i släktet Osiris och familjen långtungebin. Inga underarter finns listade i Catalogue of Life.